# Museo del Empordà
El Museo del Ampurdán (en catalán Museu de l'Empordà) es una institución dirigida a la investigación, conservación y difusión del patrimonio cultural local y comarcal, con un amplio programa de exposiciones y actividades. Ofrece al público una lectura histórica de sus colecciones y una especial dedicación a la creación artística contemporánea. Dispone de servicio educativo y de publicaciones, biblioteca y sala de proyecciones.
Con una historia que se remonta a 1885, con la llegada de los primeros depósitos del Museo del Prado, reúne una interesante colección de arte, con obras relevantes dentro del panorama artístico catalán (Sorolla, Casas, Nonell, Sacharoff, Tàpies, Torres Monsó, Zush o Pazos) y ampurdanés (Dalí, Santos, Reig, Vallès, Planells, Massanet, Gabriel o Mitjà).
El fondo se completa con las colecciones de arqueología, arte medieval y pintura barroca. Creado en el año 1946, el edificio se inauguró en 1971. Desde 1998 está gestionado por un consorcio formado por el Ayuntamiento de Figueras, el Consejo Comarcal del Alto Ampurdán y la Fundación Gala-Salvador Dalí. A partir de 2015 se disuelve el consorcio y se recupera la gestión por parte del Área de Cultura del Ayuntamiento de Figueras.

## Recorrido por el museo

### Colecciones históricas
La colección de arqueología del museo cuenta con una destacada muestra de las culturas megalíticas, con piezas procedentes de los sepulcros de corredor de La Albera, y de la antigüedad, con piezas íberas, griegas y romanas (la mayor parte donaciones del coleccionista Frederic Marès), que pertenecen a un periodo de intenso intercambio cultural y comercial entre pueblos indígenas y colonos.
Las obras de arte románico, gótico, renacentista y barroco ilustran la evolución artística de los siglos XI al XVI. Destacan la columna esculpida en mármol del Maestro de Cabestany, dos capiteles procedentes de Sant Pere de Rodes y las vírgenes de madera policromada, como la Virgen de la leche. La pintura sobre mesa, otros capiteles o la lápida judía, ilustran el trabajo de los talleres locales.
Es preciso hacer especial mención a las obras procedentes de diversos depósitos del Museo del Prado (1885, 1887, 1947), que llegan a Figueras con finalidades pedagógicas y tenían como destino la Escuela Municipal de Dibujo del Instituto Ramon Muntaner de Figueras, donde se formaron la mayoría de los artistas locales. Sumadas a la incipiente recopilación de obras por parte de diferentes prohombres de la ciudad y donaciones de artistas y profesores, se les considera el embrión y estímulo para la creación del museo de arte de la ciudad. Entre el conjunto de las obras del Prado, destacan los retratos de la época de Luis XIV, de la mano de Jean Nocret y Pierre Mignard, y las obras de temática religiosa de Ribera, Arias o Maella.

### La nueva tradición catalana: escenas y paisajes
La muestra de arte catalán contenido en este ámbito —que también incluye algunas obras de autores de origen español (Sorolla) e internacional (Laurencin, Sacharoff o Foujita)— sigue en paralelo a la evolución pictórica y escultórica del arte europeo, desde principios del siglo XIX y hasta entrado el siglo XX.
Lo que conocemos como pintura de caballete, corresponde al gusto de una burguesía que sigue unas tendencias eclécticas con la finalidad de decorar casas y palacios en pos de unas vistas y retratos siempre evocadores que, hoy, nos transportan a los intereses estéticos y sociales de artistas y mecenas, y que forman la base de la pintura de paisaje y del retrato de nuestra tierra y evidencian la modernidad de sus postulados.
Desde el romanticismo, una corriente que revolucionará el pensamiento en todos los campos y que abre las puertas a una forma de entender el arte más relacionado con las impresiones de la naturaleza y la experiencia personal (J. Masriera o Serra), a una pintura más realista, que dirige la atención hacia la vida cuotidiana (Martí Alsina o F. Masriera), o hacia la captación de la luz natural (Roig Soler o Guillem Roca, desde el Ampurdán), llegamos al modernismo y novecentismo con Blay, Nonell, Canals, Casas, Casanovas o Gargallo y al retorno al paisajismo de Gimeno, Mir o Amat.
Las obras de estas salas provienen de las donaciones de los autores y de Concepció Santaló, Víctor Rahola, Alfons Moncanut, M. Mercè Viñas, Anna M. Dalí, Abelard Fàbrega y Eulàlia Mestres.

### El paisajismo ampurdanés
Los artistas que trabajan dentro del espacio geográfico del Ampurdán, entre finales del siglo XIX y principios del XX, siguen unas líneas estéticas que se dan en toda Cataluña. Josep Blanquet se enmarca dentro de un realismo fotográfico, Guillem Comalat dentro de un paisajismo romántico, y Josep Bonaterra dentro de una pintura de factura impresionista. Eusebi de Puig tiene unos planteamientos pictóricos modernistas, pero empieza a captar la luz de la planicie ampurdanesa, así como Marià Llavanera, que se aleja del paisajismo de la Escuela de Olot para dotar de personalidad sus telas realizadas en el contexto del Ampurdán.
La actividad docente de Juan Núñez durante los años veinte marca toda una generación de artistas miembros de una escuela ampurdanesa, etiquetada así por Josep Pla, aunque más adelante siga caminos diferentes. Los tres cuartos de cielo por uno de tierra, a la hora de plasmar el paisaje, son de ahora en adelante las pautas que definen la pintura del Ampurdán, perfectamente identificadas en las obras de Salvador Dalí, Ramon Reig o Evarist Vallès.
Los escultores ampurdaneses Antoni Casamor, Llorenç Cairó y Artur Novoa siguen unas formas clásicas y mediterráneas en la línea marcada por el novecentismo.
Las obras de esta sala provienen de los depósitos de Lluís Sans, donaciones de los propios autores y de Carme Bonaterra, Marià Baig i Aleu, Concepció Santaló, Doctor Estil·làs, Francesca Vidal i Comalat, y de adquisiciones del Ayuntamiento de Figueras y del Consorcio del Museo del Ampurdán.

### Dau al Set
En el año 1948, Antoni Tàpies, Joan Ponç, Joan-Josep Tharrats, Arnau Puig, Modest Cuixart y Joan Brossa fundan la revista Dau al Set, de contenidos estrictamente artísticos, plásticos y literarios (con la incorporación posterior de J. E. Cirlot), donde a menudo reproducían sus obras. En esta época, su mundo expresivo está claramente relacionado con la estética surrealista e influido por la obra de Joan Miró, que tanto interés había suscitado en todos ellos y en los creadores inquietos que trabajaron en aquellos años de clausura estética, moral y política que se vivía en Cataluña.
El arte mágico de Joan Ponç, Antoni Tàpies y Modest Cuixart, que se sitúa entre los años 1946 y 1955, hace de puente entre las experiencias previas a la Guerra Civil —las del ADLAN y del GATCPAC— y el surrealismo de posguerra. Al mismo tiempo, les atrapa un espíritu de compromiso y de denuncia practicando un arte no muy bien recibido.
Mundos fantásticos y demoníacos, poéticas inauditas e impactantes y espacios abarrotados de hechicería y brujería configuran el espíritu de lo que fue Dau al Set, un grupo de arte innovador que dejó una fuerte huella en las generaciones posteriores.
Las obras de esta sala provienen del legado del matrimonio Pepita y Alfons Moncanut i Geli (1962), coleccionistas del arte catalán más canónico —hoy también en nuestro museo– que establecieron una estrecha amistad con estos pintores, fruto de los vínculos familiares con Tàpies y Cuixart.

### Abstracción y nueva figuración
Hacia los años treinta surge un surrealismo propiamente ampurdanés, inspirado en su geografía natural y representado por Joan Massanet y Àngel Planells.
El referente figurativo del paisaje del Ampurdán se transforma en color y materia con los artistas de los años cincuenta, inmersos en una serie de especulaciones plásticas y actitudes colectivas que derivarán en grupos como Indika (1952), la Primera Manifestación Pictórica de Arte Contemporáneo Ampurdanés (1960), o el Grupo 5 (1973).
El arte experimental con el que trabajan estos pintores parte de la abstracción, que deriva en el informalismo de Joan Massanet, Ramon Molons y Miquel Capalleras, en el gestualismo de Bartomeu Massot i Patxé, en el constructivismo de Joan Sibecas, en la abstracción cósmica de Evarist Vallès, en el suprematismo de Joaquim Llucià, en el cinetismo de Puig Manera, en la nueva figuración de Marià Baig y Felip Vilà o en el expresionismo de Moisès Sidrach y Joan Paradís. En el año 1984 Ansón, Lleixà, Ministral, Pujolboira y Roura crean el Grupo 69. Son pintores que tienen en común la libre interpretación del paisaje.
En definitiva, la obra de los artistas ampurdaneses deja paso a la variedad de disciplinas estéticas propias del carácter interdisciplinario de las últimas tendencias, y las colecciones del Museo del Ampurdán siguen creciendo con la obra reciente de los artistas más representativos del arte actual.

## Obras destacadas
- Fuste de columna. Esta pieza, que probablemente procede del portal mayor de la iglesia del monasterio de Sant Pere de Rodes, formó parte durante mucho tiempo de un soporte de la cruz del cementerio de Llançà, formada con capiteles y otros adornos también procedentes del monasterio, abandonado en 1798 y expoliado progresivamente a partir de 1835. El delicado trabajo escultórico que combina cenefas ondulantes con motivos vegetales y animales (leones y pájaros) demuestra el alto nivel artístico de los autores de este conjunto monumental.[10]
- San Juan Evangelista en Patmos. Esta obra, atribuida a Ribera, es el exponente de un barroco naturalista inspirado en el tenebrismo de la obra de Caravaggio. La brillante blancura del pecho, rostro y extremidades contrasta con el negro de la túnica, los grises de los fondos de la composición y el bermellón del manto. En la parte inferior izquierda, aparece, entre la oscuridad, el águila, símbolo de inspiración para el santo, que ha recibido el importante reto de escribir el libro de la Apocalipsis en la isla de Patmos.[11]
- Rue du marché. Sunyer llega a París en 1896 y allí se encuentra con Canals, Nonell y Picasso. Pertenecen a una generación anterior a Rusiñol, Casas o Utrillo, y son el relevo de la modernidad catalana. En Montmartre, Sunyer trabaja en paisajes urbanos dominados por la presencia de figuras atareadas. Como un talismán, la blanchisseuse, humilde trabajadora encorbada por el peso de la ropa blanca que trajina, es omnipresente. Desaparece hacia el año 1904 cuando el artista se empareja con Fernande Olivier, la modelo con la que se iniciará en la descripción del desnudo.[12]
- Bajo la sombrilla. Miembro del linaje de artistas Masriera, esta es una de las pinturas más emblemáticas de un autor polifacético, pintor, escenógrafo, dramaturgo y orfebre, que creó una técnica conocida como esmaltes de Barcelona, aplicada en joyería. La sombrilla japonesa es un elemento presente en muchas de sus composiciones, que llegó a exponer en exposiciones internacionales. Su paleta decorativista atrapa luces y sombras bajo una atmósfera de herencia mediterránea y simbolista.[13]
- Subida del Castillo. La identificación con una estética hiperrealista avant la lettre, es fruto de una particular técnica pictórica realizada a partir de fotografías (la mayoría del fotógrafo catalán residente en París, J. M. Cañellas) que nos ofrece un reflejo de la sociedad ampurdanesa de finales de siglo. Impactado por la originalidad de su trabajo pionero, Dalí se llevó algunas de esas obras para que formaran parte de la exposición-homenaje que el Museo y Centro de Arte Georges Pompidou de París le dedicó en el año 1979.[14]
- Los olivos. Heredero de una familia de propietarios rurales, Marià recibe clases de Pascual y Galwey en Olot, donde va pedaleando por los caminos de sus queridos terrenos arenosos del Ampurdán, casi el único tema de sus composiciones al aire libre. Fages de Climent le ve como el sintetizador de las virtudes del estilo olotense y ampurdanés. En Barcelona expone con éxito de ventas y crítica entre 1921 y 1927. El Dr. Estil·làs, médico y coleccionista, adquirió muchas de sus obras y las donó al Museo de Valls y al del Ampurdán.[15]
- Mujer en azul. Tàpies estuvo en París entre 1950 y 1951, donde amplió sus conocimientos sobre el surrealismo, las nuevas vanguardias y el arte comprometido iniciado con los amigos de Dau al Set unos años antes. Las obras de este periodo combinan una representación realista con un carácter que sigue siendo surrealista, con marcadas referencias a Ernst, Klee o Miró. En Mujer en azul, el contraste de luz, la atmósfera irreal, los símbolos y el gratagge anticipan, en cierto modo, su informalismo.[16]
- Paisaje. Del grupo Dau al Set, Joan Ponç será el único que se mantendrá fiel a las pautas del realismo mágico para seguir dotando sus obras de un poder magnético especial, donde el paseo de signos misteriosos, animales fantásticos o monstruos grotescos por atmósferas nocturnas y siniestras, son un ejemplo constante de su visión particular de la vida y de la mente humana. En algunos momentos marginado, su obra es hoy especialmente apreciada y estudiada.[17]
- La Tierra. Entre 1928 y 1930 Ángeles Santos Torroella pinta los cuadros más emblemáticos de su carrera: Un mundo, La tertulia y La Tierra. Son los años que expone en Madrid y deslumbra a García Lorca, Gómez de la Serna y a los críticos de arte de la época, y se erige como una pintora de vanguardia al lado de Maruja Mallo y Remedios Varo. En La Tierra, todo ocurre y nada termina de pasar. La noche y el día, la vida representada a través de la rutina de los habitantes de un mundo mágico, metafórico, pero con la muerte siempre presente.[18]
- Abstracción cósmica. Activista cultural y amigo personal de Dalí, por voluntad suya, tiene obra expuesta en su teatro-museo. A lo largo de su trayectoria cultivó distintos lenguajes artísticos propios de las tendencias de la escena internacional, pero que, aquí, eran difíciles en un ambiente de intransigencia cultural como fue la época franquista. Los autorretratos, la figura femenina, las líneas de abstracción cósmicas, el cielo del Ampurdán y los clavos matéricos o pintados, son una constante en su trabajo.[19]